# 魔牛肝菌

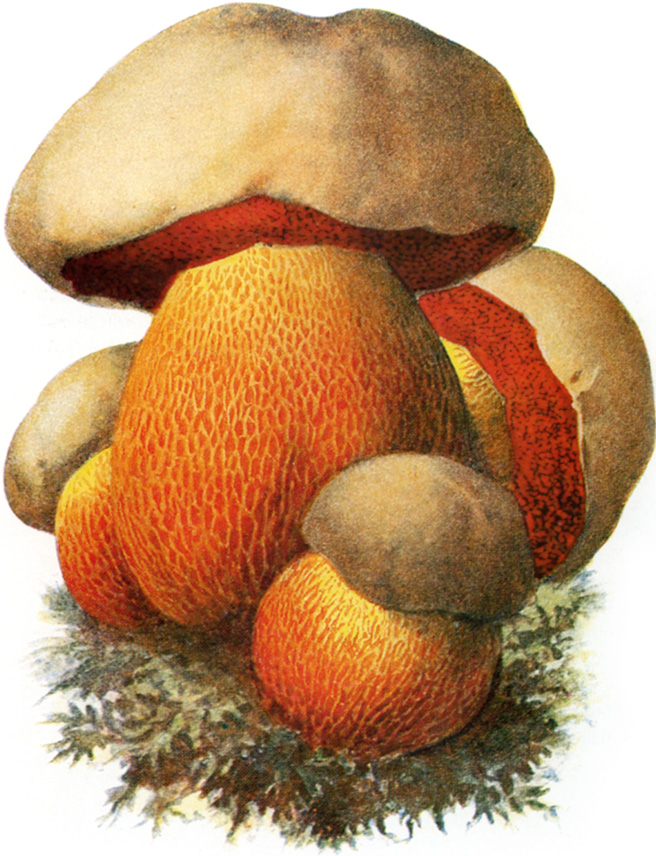
魔牛肝菌

魔牛肝菌（學名：Rubroboletus satanas）又稱魔灰暗红牛肝菌，是灰暗紅牛肝菌屬的一種牛肝菌。本種最早屬於牛肝菌屬，2013年有研究基於分子證據發現魔牛肝菌等物種和其他牛肝菌的關係較遠，翌年這些物種被歸入新屬灰暗紅牛肝菌屬中。魔牛肝菌的蕈傘可長至30公分，曾有發現大達50公分的紀錄，初生時為灰色至銀白色，後漸帶有橄欖色或棕色；蕈傘為5—15公分，上方為橘黃色，下方漸成粉紅色至橘紅色；菌髓為白色、黃色或紅色，切開後會轉為淺藍色，初生子實體帶有輕微的麝香味，長大後則具腐臭味；擔孢子為紡錘形，長10—16微米，寬4.5—7.5微米，孢子印為橄欖綠色。
魔牛肝菌分布於歐洲溫帶地區與地中海東岸、黑海沿岸、安納托利亞與伊朗等地，過去在美國也有發現紀錄，但應屬另一物種Rubroboletus eastwoodiae。本種可與橡樹與栗樹等樹木形成外菌根，一般在夏季或初秋長出子實體。魔牛肝菌含有毒素魔牛肝菌毒蛋白，食用後（特別是生食後）會造成蕈類中毒，包括腸胃不適、嘔吐與腹痛等症狀，其種小名satanas（意指撒旦）也是得名於此，但英國真菌學家約翰·蘭斯巴騰曾紀錄在捷克、義大利等地的人會在煮熟後食用魔牛肝菌，因而認為當地可能有毒性較低的魔牛肝菌族群。不過因本種具腐味，較少有被食用的紀錄。